# Умаров, Фарход Бакоевич
Фарход Бакоевич Умаров (узб. Farhod Bakoevich Umarov; род. в 1977 году) — узбекский финансист и государственный деятель, с 28 августа 2020 года по 7 ноября 2020 года занимал должность хокима Бухарской области.

## Биография
Родился в 1977 году. В 1999 году окончил Бухарский технологический институт пищевой и лёгкой промышленности, а в 2007 году Ташкентский финансовый институт. В разные годы работал начальником управления казначейства Министерства финансов по Бухарской области, возглавлял финансовое управление хокимията Бухарской области и был депутатом Законодательной палаты Олий Мажлиса. С 2017 года работал первым заместителем хокима региона по финансово-экономическим вопросам и сокращению бедности. С 28 августа 2020 года по 7 ноября 2020 года был хокимом Бухарской области.